# Shell D-Klasse
Die D-Klasse oder Drupa-Klasse des Erdölkonzerns Shell war eine in den 1960er Jahren gebaute Serie von Rohöltankern.

## Geschichte
Nach der Schließung des Suezkanals im Jahr 1956 musste die Tankschifffahrt auf der Route vom Persischen Golf nach Europa den Umweg um Südafrika nehmen, was bis zu den 1970er Jahren zu einem starken Wachstum der Tankergrößen führte. Shell entwickelte Mitte der 1960er Jahre eine neue Tankerklasse von rund 70.000 Tonnen Tragfähigkeit. Die Baureihe wurde Mitte der 1960er Jahre in 15 Einheiten bei Werften in Großbritannien, Nordirland, Norwegen, Schweden, Frankreich, Deutschland und den Niederlanden geordert. Die Bezeichnung D-Klasse leitete sich von den mit dem Buchstaben „D“ beginnenden Schiffsnamen der Baureihe. Das Typschiff der Klasse war die im Januar 1966 in Dienst gestellte Drupa. Im Mai 1967 vollendete die Diloma die Baureihe. In Japan sollte ursprünglich ein weiteres Schiff der Klasse  als Diana gebaut werden, nach einer Vergrößerung des Entwurfs auf knapp 100.000 Tonnen Tragfähigkeit wurde es als Niso zum Typschiff der N-Klasse.
Die meisten der Schiffe waren verhältnismäßig lange für Shell in Fahrt, erreichten aber insgesamt nur durchschnittliche Fahrtzeiten. Zwei der Schiffe wurden nach rund zehn Jahren verkauft und mit britischer Schiffsführung unter Shell-Bereederung weiterbetrieben, ein weiteres wurde nach nur zwölf Jahren verschrottet, der Großteil der restlichen D-Tanker verblieb aber mit 14 bis 22 Jahren lange im Dienst der ursprünglichen Auftraggeber. Als Zweithand-Tonnage blieben die Schiffe noch einige Jahre in Fahrt und wurden dann verschrottet. Eine Ausnahme bildet die ehemalige Diala, nachdem sie schon bei Shell dienstältestes Schiff ihrer Klasse wurde, verwendete man ihre vordere Hälfte nach einem Brand im Jahr 1990 zum Umbau in ein Lagerschiff. Dieses ist als FSO Peeti bis heute im Dienst.

## Beschreibung
Die Schiffe waren als reine Rohöltanker in Einhüllenbauweise und einer Länge von knapp 244 Metern ausgelegt. Die Schiffe hatten eine charakteristisch geformte Back, die an den Außenseiten weiter nach hinten geführt war als in der Schiffsmitte und ein ganz achtern über dem Maschinenraum angeordnetes Deckshaus. Innerhalb der Bauserie gab es Unterschiede, an denen sich die einzelnen Entwürfe unterscheiden ließen. So hatten alle Motorschiffe und das Turbinenschiff Daphnella einen größeren Einzelschornstein auf dem hinteren Decksaufbau, die Turbinenschiffe Darina, Drupa, Dolabella und Diala verfügten dagegen über zwei zierlichere seitlich angebrachte Schornsteine. Die Dolabella besaß ein etwas anders, als beim Rest der Serie gestaltetes Achterschiff. Die Tanker hatten zwei durchgehende Längsschotten und Querschotten. Alle Schiffe hatten Sloptanks sowie zwei Seitentanks für Ballastwasser. Das Manifold mit zwei Ladepfosten und vier Ladebäumen war etwas achterlicher als mittschiffs platziert.
Als Antriebsanlagen dienten bei den Turbinenschiffen jeweils zwei Dampfturbinen von STAL-Laval oder Hawthorn, Leslie, die teilweise in Lizenz bei den jeweiligen Bauwerften hergestellt wurden, die Motorschiffe erhielten je zwei Hauptmotoren von Burmeister & Wain, Stork, Harland & Wolff, Sulzer oder Kockums.
Einige Schiffe, wie die Drupa und Diala wurden in den siebziger Jahren für den Ladungsumschlag am Lagertank Brent Spar im Brent (Ölfeld) in der Nordsee umgebaut.
Die bei der Deutschen Werft gebauten Einheiten hatten durch die Verwendung hochfesten Schiffbaustahls in der Decks- und Bodenkonstruktion ein im Vergleich zur Verwendung normalen Stahls um rund 1100 Tonnen geringeres Stahlgewicht und eine daraus resultierende höhere Tragfähigkeit. Außerdem wurde bei diesen Schiffen eine Oberflächenbeschichtung auf Kunststoffbasis verwendet, was zu einem geringeren Reibungswiderstand der Außenhaut führen sollte.

## Die Schiffe
| Shell D-Klasse               | Shell D-Klasse                               | Shell D-Klasse  | Shell D-Klasse | Shell D-Klasse                                                         | Shell D-Klasse |
| Bauname                      | Bauwerft/Baunummer                           | IMO-Nummer      | Ablieferung    | Auftraggeber Reederei                                                  | Spätere Namen und Verbleib |
| ---------------------------- | -------------------------------------------- | --------------- | -------------- | ---------------------------------------------------------------------- | --- |
| Drupa                        | Deutsche Werft, Hamburg/780                  | 6519314         | Januar 1966    | Shell Tankers U.K., London                                             | 1975 für den Einsatz am Brent-Ölfeld umgebaut, 1993 verschrottet |
| Daphnella                    | J.L.Thompson & Sons, Sunderland/716          | 6602721         | Juni 1966      | Shell Tankers U.K., London                                             | 1976 Philippine Star, 1980 Catalunya, 1982 Palaima, 1984 Arkay, 1985 Kay, 1986 Umbau in FPSO Acqua Blu, 1995 in Chittagong verschrottet                                                                                 |
| Darina                       | Deutsche Werft, Hamburg/781                  | 6602733         | Mai 1966       | Shell Tankers U.K., London                                             | ab 19. Dezember 1983 in Kaohsiung verschrottet |
| Diadema                      | Wilton-Fijenoord, Schiedam/786               | 6608749         | Juni 1966      | Curacaosche Scheepvaart Mij., Willemstad                               | 1985 in Chittagong verschrottet |
| Dolabella                    | Chantiers de l’Atlantique, Saint-Nazaire/C23 | 6613550         | Juni 1966      | Société Maritime Shell, Paris                                          | ab 29. Januar 1978 bei An Hsiung Iron & Steel Company in Kaohsiung verschrottet |
| Diala                        | Deutsche Werft, Hamburg/811                  | 6611796 8765670 | September 1966 | Deutsche Shell AG, Hamburg Deutsche Shell Tanker-Gesellschaft, Hamburg | 1988 Lan Shui, am 17. März 1990 am Intan Terminal, Indonesien ausgebrannt, 1991/92 in Brunei aufgelegt, 1992 Vor- und Mittelschiff zur FSO Bongkot FSO I umgebaut, Achterschiff in Nantong verschrottet, 2006 FSO Peeti |
| Donovania                    | Kockums Mek. Verksted, Malmö/477             | 6611124         | Oktober 1966   | Shell Tankers U.K., London                                             | 1985 Worthy, ab Oktober 1992 in Alang verschrottet |
| Donacilla                    | J.L.Thompson & Sons, Sunderland/717          | 6612271         | November 1966  | Shell Tankers U.K., London                                             | 1976 Mena, ab 26. Oktober 1985 in Rayong verschrottet |
| Dione                        | N.D.S.M., Amsterdam/500                      | 6622379         | November 1966  | Curacaosche Scheepvaart Mij., Willemstad                               | 1981 Strofades II, ab November 1985 in Xingang verschrottet |
| Dosina                       | R.D.M., Rotterdam/314                        | 6615338         | November 1966  | Curacaosche Scheepvaart Mij., Willemstad                               | 1981 Yerotsakos, ab 31. Juli 1984 in Inchon verschrottet |
| Donax                        | Harland & Wolff, Belfast/1663                | 6615326         | Dezember 1966  | Shell Tankers U.K., London                                             | 1984 Savvas II, ab Oktober 1988 als Lagerschiff in Jeddah, 1992 in Alang verschrottet |
| Dorcasia                     | Kockums Mek. Verksted, Malmö/478             | 6619607         | Januar 1967    | Shell Tankers U.K., London                                             | 1977 Siam, ab 12. November 1985 in Rayong verschrottet |
| Dallia                       | Rosenberg Mek. Verksted, Stavanger/188       | 6621064         | März 1967      | Curacaosche Scheepvaart Mij., Willemstad                               | 1985 Rose Dallia, ab 20. Februar 1994 in Alang verschrottet |
| Diloma                       | N.D.S.M., Amsterdam/499                      | 6600060         | Mai 1967       | Curacaosche Scheepvaart Mij., Willemstad                               | 1981 Takis E, 1985 Lagerschiff in Gibraltar, ab 30. Juli 1990 in Chittagong verschrottet |
| Daphne                       | Rosenberg Mek. Verksted, Stavanger/187       | 6608256         | Mai 1967       | Curacaosche Scheepvaart Mij., Willemstad                               | 1985 Bella Daphne, ab 24. Februar 1992 in Alang verschrottet |
| Daten: Equasis, grosstonnage |                                              |                 |                |                                                                        | |